# Truike Verdegaal
Gertrude Hendrika (Truike) Verdegaal (Sassenheim, 8 juli 1965) is een Nederlands beeldend kunstenaar die actief is als sieraadontwerper en edelsmid.

## Biografie
Verdegaal is opgeleid aan de Vakschool Schoonhoven (1981-1986), de Koninklijke Academie van Beeldende Kunsten te Den Haag (1986-1987) en aan de Gerrit Rietveld Academie te Amsterdam (1987-1992). In haar werk laat zij zich inspireren door onder meer Japan. In haar sieraden verwerkt zij regelmatig oude sieraden. Ze werkt en leeft in Amsterdam.